# Fin de partie
Pour les articles homonymes, voir Endgame.
Cet article concerne la pièce de théâtre. Pour la fin de partie au jeu d'échecs, voir finale (échecs).
 (septembre 2016).
- Si vous ne connaissez pas le sujet, laissez ce bandeau (vous pouvez alors contacter les auteurs).
- Si vous supprimez le contenu mis en cause (vous pouvez préalablement contacter les auteurs),

argumentez précisément cette suppression dans la page de discussion
(un manque de référence n'est pas un argument ; une recherche réelle de référence doit avoir été effectuée, être formellement documentée).
 (décembre 2016).
Si vous disposez d'ouvrages ou d'articles de référence ou si vous connaissez des sites web de qualité traitant du thème abordé ici, merci de compléter l'article en donnant les références utiles à sa vérifiabilité et en les liant à la section « Notes et références ».
Fin de partie est la deuxième pièce de Samuel Beckett à avoir été représentée. Créée en 1957, elle a d'abord été écrite en français, puis traduite en anglais par Beckett lui-même sous le titre Endgame,. Elle met en scène quatre personnages physiquement handicapés, dont les deux principaux sont Clov, qui est le seul à pouvoir se déplacer à sa guise ou presque, et Hamm qui est son maître. Tous vivent dans une maison qui est, selon les dires des personnages, située dans un monde désert, dévasté et post-apocalyptique. La pièce satirise les conventions théâtrales classiques : rien ne se produit au cours de la pièce, la fin est annoncée dès les premiers mots et est même présente dans le titre, et les personnages s'adressent parfois au public pour déclarer qu'ils s'ennuient à mourir. Le genre de Fin de partie fait toujours l'objet de débats critiques. La pièce a été rapprochée du théâtre de l'absurde, selon la définition de Martin Esslin, mais Beckett en a toujours nié l'appartenance à un quelconque courant littéraire[réf. souhaitée].

## Création
Fin de partie a été créée en français le 1er avril 1957, à Londres, au Royal Court Theatre, dans une mise en scène de Roger Blin, avec : 
- Nagg : Georges Adet
- Nell : Christine Tsingos
- Hamm : Roger Blin
- Clov : Jean Martin

La pièce a été reprise le même mois à Paris, au Studio des Champs-Élysées, avec la même distribution, sauf pour le rôle de Nell qui a été tenu par Germaine de France. 
Fin de partie a été jouée en anglais en 1958 avec en complément La Dernière Bande, un texte de quelques pages dont le titre anglais est Krapp's Last Tape.

## Personnages et contenu narratif
Hamm, aveugle paraplégique, occupe le centre de la scène. Il entretient avec son valet et fils adoptif Clov une relation étrange d'interdépendance. Clov affirme vouloir quitter Hamm ou le tuer, mais n'a le courage de faire ni l'un ni l'autre pendant toute la pièce. La dernière scène présente Hamm parlant seul, tandis que Clov le regarde, vêtu différemment et portant une valise, comme s'il allait enfin partir.
Nell et Nagg, les parents de Hamm, ont perdu leurs jambes lors d'un accident de tandem dans les Ardennes, et ils vivent désormais dans deux poubelles situées sur la scène.
Il n'y a pas à proprement parler d'intrigue dans Fin de partie.  On peut toutefois se demander si la journée mise en scène n'est qu'une « journée comme les autres » comme veut le croire Hamm, ou si des éléments nouveaux et inconnus, inquiétants ou porteurs d'espoir, font leur apparition dans la vie des personnages au cours de la pièce. En effet, Nell semble mourir, et Clov semble sur le point de quitter Hamm ; mais le spectateur ignore si ces deux événements sont effectifs et uniques ou s'ils ne sont que des répétitions d'un rituel familial quotidien. On peut donc avoir l'impression, comme Clov ne cesse de le répéter, que « quelque chose suit son cours ».

## Procédés de composition de la pièce
Le discours est sans ordre logique apparent, répétitif et percé de silences ; la plupart des répliques peuvent sembler sans intérêt pour comprendre l'évolution de la pièce. Il faut dire que le dialogue, chez Beckett, n'a pas la même fonction que dans le théâtre classique : il n'est souvent au service d'aucune action. Dans Fin de partie, les paroles des personnages font largement référence à un passé révolu, ou à l'imaginaire, comme pour compenser la vacuité du présent et l'impuissance à agir plutôt que pour y remédier. Hamm notamment, se plaît à raconter et à imposer aux autres son « Roman », et rappelle souvent à Clov les temps anciens. 
Silences et répétitions, comme toujours dans le théâtre de Beckett, jouent un rôle primordial, ils ponctuent l'ensemble de la pièce. Les silences sont de durée variable, mais c'est la fréquence de pauses relativement brèves qui est la plus remarquable : la didascalie « Un temps » est précisée de multiples fois tout au long du texte. Les didascalies composent par ailleurs 30 % de l'œuvre totale. Les répétitions, elles aussi nombreuses, ont un effet comparable à celui des silences. Comme eux, elles contribuent à l'impression de faillite d'un langage qui ne parvient pas à exprimer le monde ou les sentiments de façon intelligible. Certaines phrases, ou fragments de phrases, reviennent de manière récurrente, et semblent exprimer les obsessions des personnages. On peut penser à cette question de Hamm : « ce n'est pas l'heure de mon calmant ? ». De même se répètent de courts échanges entre Hamm et Clov tout au long de la pièce. Ce n'est pas le langage brillant et clair dont usent de nombreux personnages de théâtre traditionnel qui est mis en scène ici. Beckett reprend, en les accentuant, les défauts de la communication de tous les jours, comme il reprend, en les radicalisant, des détresses communes : vieillissement, dépérissement du corps, incompréhension mutuelle, dépendance mêlée de rancœur vis-à-vis d'autrui.

## Considérations sur le titre et le nom des personnages
Les noms des personnages sont tous constitués de quatre lettres. Pour Hamm, Nell, et Nagg, on remarque l'enchaînement suivant : consonne-voyelle-double consonne. Mais pour Clov, c'est l'inverse: deux consonnes-voyelle-consonne. Cette différence marque l'opposition entre les trois premiers personnages et Clov. En effet, ils sont handicapés physiquement contrairement à Clov.
De plus, on remarque que les personnages féminins ont la voyelle "e" dans leur prénom (Nell et la mère Pegg) tandis que les hommes ont un "a" (Nagg et Hamm). L'absence de Clov dans ces deux catégories marque une fois de plus son opposition aux autres personnages.
Le titre français et plus encore le titre que l'auteur a donné à sa traduction anglaise (Endgame) peuvent faire référence au jeu d'échecs, dont Beckett était d'ailleurs adepte. Hamm serait un roi condamné incapable de reconnaître sa défaite, et Clov, son pion, le promènerait de temps à autre sur l'échiquier pour lui donner l'impression qu'il peut encore faire quelque chose.
On peut aussi penser que le nom de Clov (qui évoque "clou", voir plus bas) renvoie au clouage, situation dans laquelle une ou plusieurs pièces aux échecs ne peuvent pas se déplacer (parce que cela créerait une configuration impossible suivant les règles des échecs).
Hamm peut signifier un cabotin ou un cabochard, un mauvais acteur en anglais. Ce dernier est en effet un personnage très théâtral, emphatique dans ses propos et qui ressent cruellement le besoin d'attirer l'attention sur lui. Il récite des  passages de son « roman » à Clov qui pourrait être son fils (non avoué explicitement). Il faut également noter que la première phrase de son texte, « À moi de jouer », fait directement référence au théâtre.
Hamm peut également être interprété comme une abréviation de hammer ("marteau" en anglais). On pourrait alors voir Clov comme une déformation du mot clou (le u et le v ont la même origine), Nell comme une approximation de nail ("clou" en anglais), et Nagg comme une abréviation de Nagel ("clou" en allemand). Mais il s'agit d'une interprétation problématique, car dans les faits, ce serait plutôt Clov qui remplirait la fonction du marteau en enfonçant Nagg et Nell dans leur poubelles ou en frappant Hamm avec une gaffe.
Enfin, Hamm pourrait représenter l'âme, par analogie phonétique, et Clov le corps. En effet, Hamm est paralysé. De plus, il est le maître : il maîtrise le corps de Clov qui bouge beaucoup et répond aux ordres du maître en tant que valet. De plus, Hamm regarde vers l'intérieur (son cœur) et Clov vers l'extérieur (la mer, le ciel).

## Adaptation à l'opéra
La pièce de Beckett, dans sa version française, a été adaptée à l'opéra par György Kurtág, sous le titre Samuel Beckett : Fin de partie, scènes et monologues, opéra en un acte. Le livret est directement tiré de la pièce, dont il garde 56 % de la substance. Commandé à l'origine par le Festival de Salzbourg pour une création en 2013, il est finalement créé au Teatro alla Scala le 15 novembre 2018 sous la direction de Markus Stenz, dans une mise en scène de Pierre Audi . 